# 호르토니아속
호르토니아속(Hortonia屬)은 모니미아과의 단형 아과인 호르토니아아과(Hortonia亞科, 학명: Hydatellaceae 호르토니오이데아이[*])에 속하는 유일한 속이다. 과거에는 호르토니아과(Hortoniaceae (J.R.Perkins & Gilg) A.C.Sm., 1971) 아래에 분류되기도 했다.

## 하위 분류
- H. angustifolia (Thwaites) Trimen
- H. floribunda Wight ex Arn.
- H. ovalifolia Wight

## 계통 분류
2003년 APG II 분류 체계에서 호르투니아과(Hortoniaceae)가 모니미아과의 이명 처리되었다. 아과 분류는 레너 외 (2010) 및 필립슨 (1993)을 따른다.